# Loučej
Loučej je vesnice, část městyse Křemže v okrese Český Krumlov. Nachází se asi 2,5 km na západ od Křemže. Je zde evidováno 53 adres.
Loučej leží v katastrálním území Chlum u Křemže o výměře 14,81 km².

## Historie
První písemná zmínka o vesnici pochází z roku 1440.

## Pamětihodnosti
- Kaplička, památkově chráněný objekt s lidovými nástěnnými malbami[5]